# La Pirate
La Pirate je francouzský hraný film z roku 1984, který režíroval Jacques Doillon. Jedná se o remake švédského filmu Mlčení, Ingmara Bergmana z roku 1963. Snímek měl světovou premiéru na filmovém festivalu v Cannes dne 21. května 1984.

## Děj
Alma miluje svého manžela Andrewa, ale také krásnou Carol. Její vášně ji sužují natolik, že se rozhodne všechny opustit, aby se dostala ze své nerozhodnosti.

## Obsazení
| Jane Birkinová    | Alma           |
| Maruschka Detmers | Carol          |
| Philippe Léotard  | č. 5           |
| Andrew Birkin     | Andrew         |
| Laure Marsac      | dítě           |
| Michael Stevens   | správce hotelu |
| Didier Chambragne | poslíček       |
| Arsène Altmeyer   | taxikář        |

## Ocenění
- César: nejslibnější herečka (Laure Marsac)
- Oficiální výběr v soutěži na filmovém festivalu v Cannes